# 제2대 브롱커 자작 윌리엄 브롱커

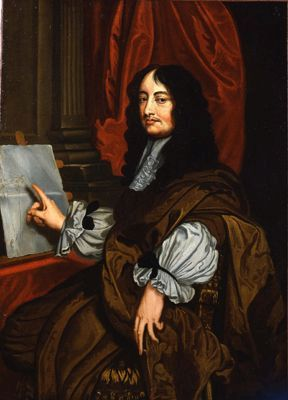
윌리엄 브롱커의 초상

제2대 브롱커 자작 윌리엄 브롱커(William Brouncker, 2nd Viscount Brouncker, PRS, 1620년 ~ 1684년 4월 5일)는 잉글랜드 왕국의 수학자이다. 1647년에 옥스퍼드 대학교에서 의학박사 학위를 받았다. 런던 왕립학회의 창설자 가운데 한 명이며, 초대 회장을 역임하였다.

## 업적
그는 다음과 같은 원주율의 연분수 전개를 발견하였고, 펠 방정식의 일반해를 최초로 구하였다.
{\displaystyle {\frac {4}{\pi }}=1+{\cfrac {1^{2}}{2+{\cfrac {3^{2}}{2+{\cfrac {5^{2}}{2+{\cfrac {7^{2}}{2+{\cfrac {9^{2}}{2+{\cfrac {11^{2}}{2+...}}}}}}}}}}}}}